# تی ساندرز
تی ساندرز (انگلیسی: Teee Sanders؛ زادهٔ march ۲۸, ۱۹۶۸ (۵۶ سال)) بازیکن والیبال اهل ایالات متحده آمریکا است.